# Hagiografía de Narcisa la bella
Hagiografía de Narcisa la bella es la segunda y más importante novela de la escritora cubano-estadounidense Mireya Robles. Esta obra es una de los más significativos exponentes del realismo mágico. Es un ejercicio de virtuosismo literario escrita en un solo párrafo y sin puntos. A pesar de que la autora no se considera feminista, supone una crítica muy feminista, subversiva y divertida, repleta de humor negro, a la familia, al machismo que impone a los roles familiares el heteropatriarcado y a la presión social de la comunidad y de la Iglesia. Además, introduce elementos sobre la homosexualidad y la identidad de género.
Se trata de una novela satírica y oscuramente cómica ambientada en la Cuba de 1940. Expone la representación de una familia nuclear a través de los ojos de Narcisa, una niña fea y no deseada. Se considera un texto excelente para las clases de estudios de mujeres.

## Argumento
En esta crítica a la institución familiar, Narcisa, una niña muy fea y con poderes sobrenaturales que nace ya con pañales para no disgustar al padre (que esperaba un hijo), trata de ser aceptada mediante un altruismo extremo en su propia familia compuesta por un padre que se cree todo un Don Juan, una madre que sueña con heroínas de radionovela y su sádico hermano mayor que detesta haber nacido niño.

## Ediciones
- Hagiografía de Narcisa la bella, Ediciones del Norte, Hanover, Nuevo Hampshire, 1985.
- Hagiografía de Narcisa la bella, Editorial Letras Cubanas, La Habana, 2002.
- Hagiografía de Narcisa la bella, Xlibris Corporation, Bloomington, Indiana, 2010.
- Hagiografía de Narcisa la bella, Recalcitrantes, Madrid, 2016, ISBN 978-84-945472-1-8).
- Hagiography of Narcisa the Beautiful, Readers International, Nueva York / Londres, 1996 (traducción de Anna Diegel), ISBN 1-887378-03-0.